# Sinfonía n.º 5 (Mahler)

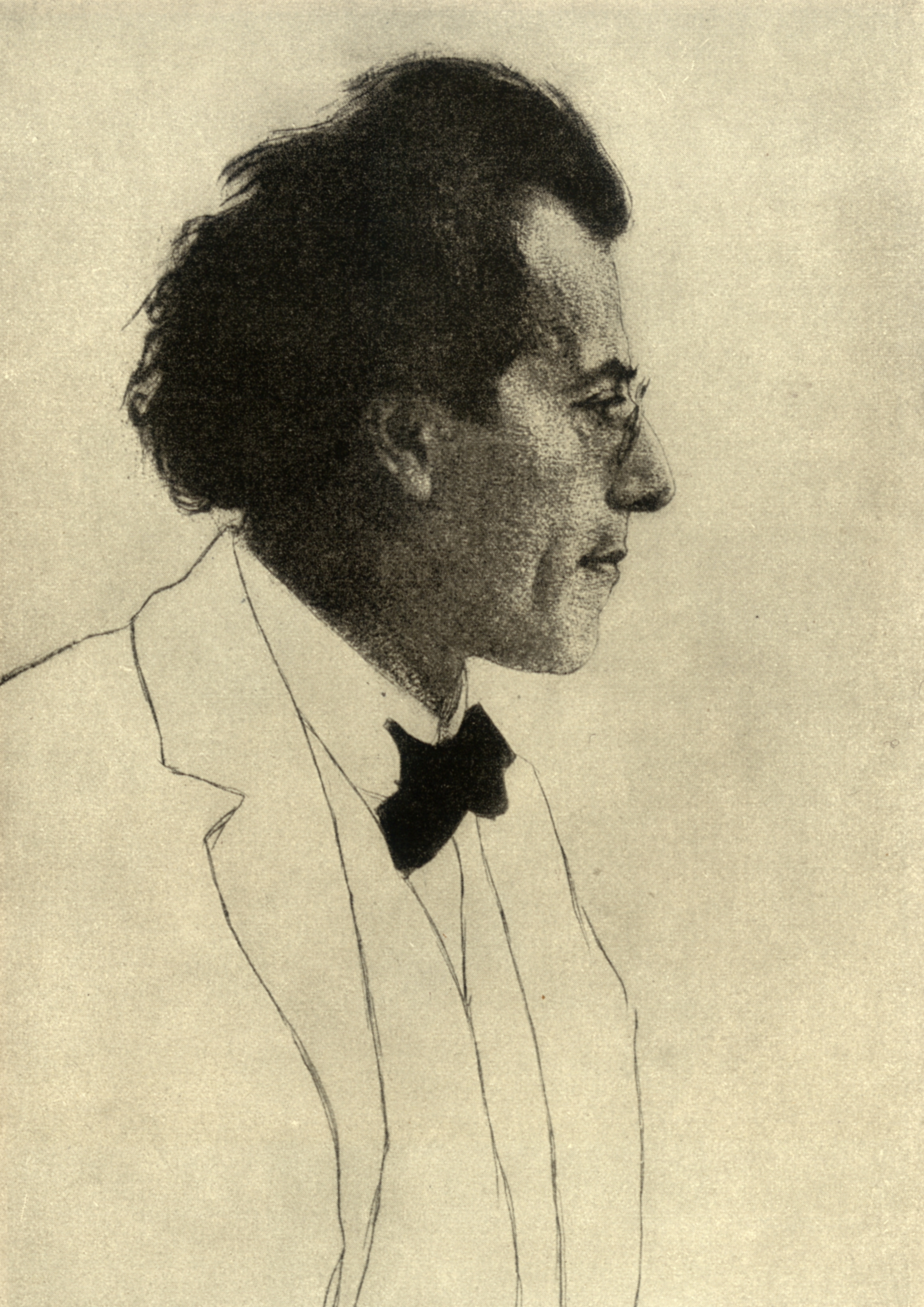
Gustav Mahler por Emil Orlik. 1902

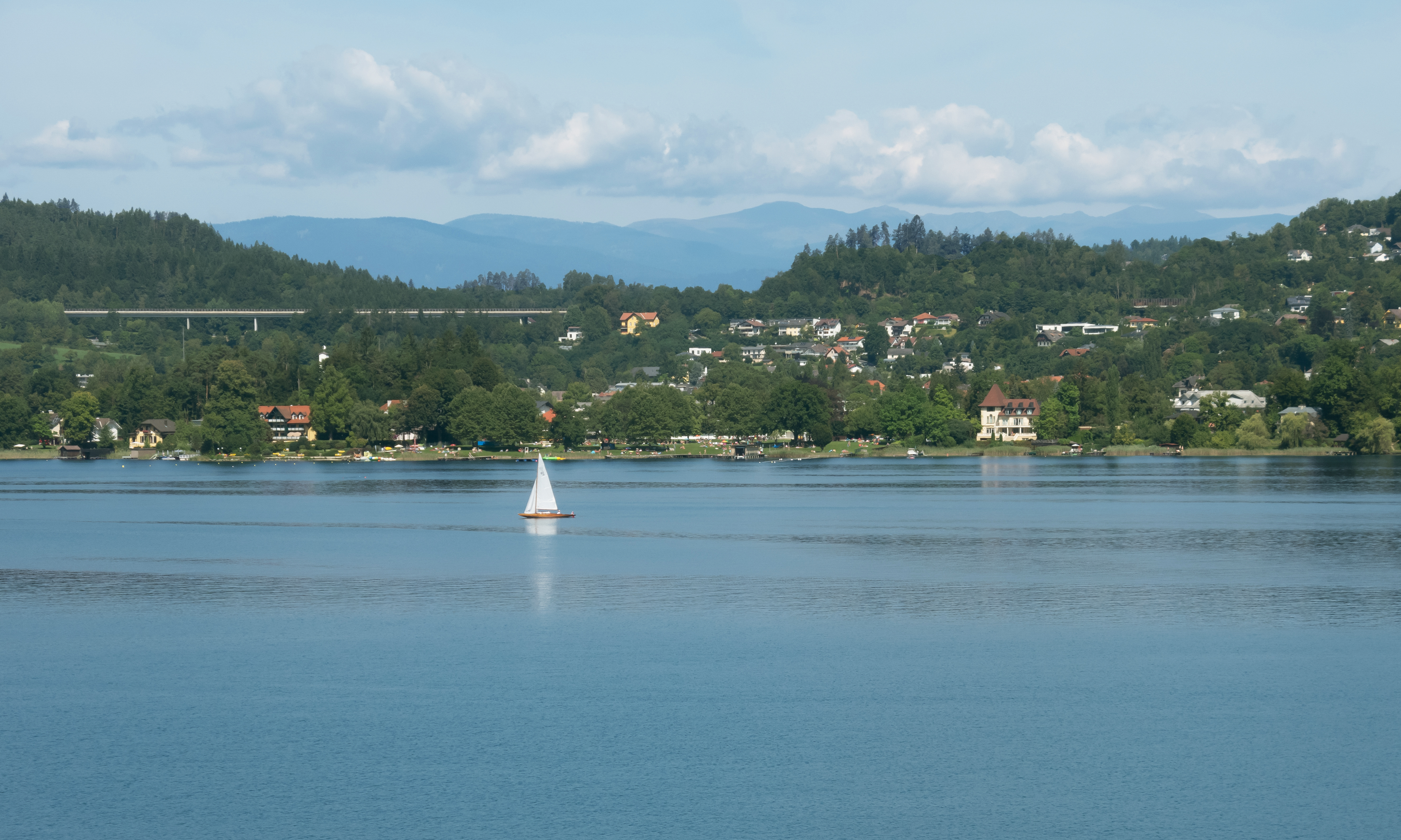
Maiernigg en Sekim, el Wörthersee

La Sinfonía n.º 5 en do sostenido menor de Gustav Mahler se termina en el otoño de 1902; Mahler la revisó continuamente hasta el año anterior a su muerte.  

## Composición y estreno
Las partes principales de la sinfonía se compusieron entre 1901 y 1902. Mahler escribió los primeros bocetos en el verano de 1901 en su residencia de verano en Maiernigg. Fue aquí donde Mahler concibió por primera vez el tercer movimiento:Scherzo. Posteriormente escribió otras partes de la sinfonía en Viena. La instrumentación no tuvo lugar hasta 1903 y fue revisada nuevamente en 1904. Los ensayos de lectura con la Filarmónica de Viena llevaron a una rica reelaboración de la percusión. En ninguna otra sinfonía Mahler luchó tanto con la instrumentación de la obra. Todavía en 1911, año de su muerte, Mahler volvió a revisar la instrumentación. Sin embargo, esta versión no apareció impresa hasta 1964 como parte de la Mahler Complete Edition. 
El estreno de la sinfonía tuvo lugar el 18 de octubre de 1904 en el Gürzenich de Colonia, bajo la dirección del compositor.

## Planteamiento

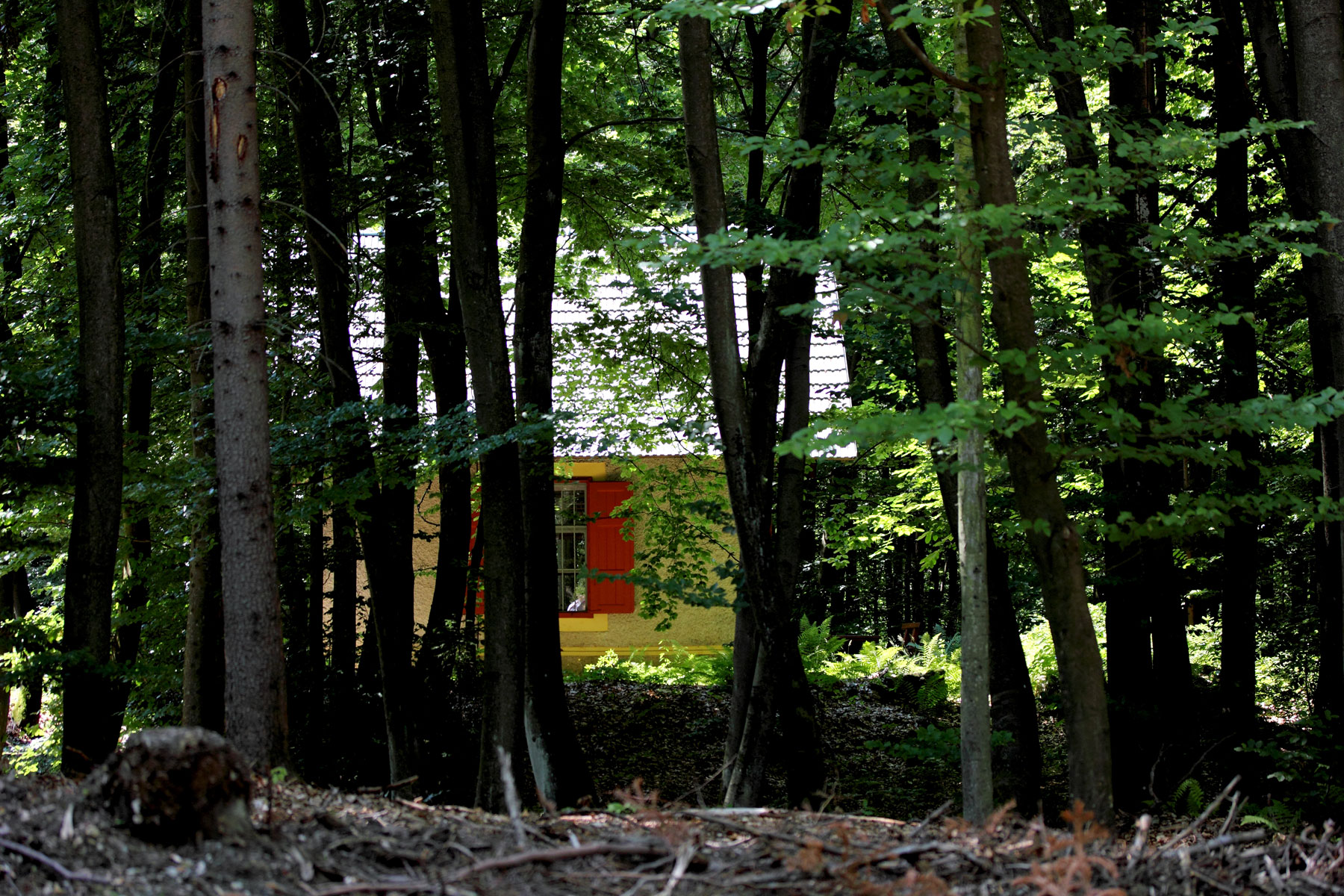
Cabaña de composición de Gustav Mahler en Maiernigg

La 5ª Sinfonía es la primera obra puramente instrumental de este género desde la 1ª Sinfonía. Fue precedida por las llamadas sinfonías Wunderhorn, ya que estas musicalizaron textos de Des Knaben Wunderhorn de Clemens Brentano. En la 5ª Sinfonía, Mahler vuelve a una forma de expresión puramente instrumental. En comparación con la 4ª Sinfonía escrita dos años antes, representa una gran diferencia en términos de contenido y de forma. Mientras que la sinfonía anterior fue en muchos aspectos la obra más clásica de Mahler, la 5ª Sinfonía definitivamente marca el comienzo de una nueva fase creativa. Los cinco movimientos de la sinfonía muestran una gran variedad de temas, que difícilmente se transmiten entre sí. Esto crea una gran cantidad de inquietud y variedad externa, que se intensifica aún más por la extensión de la obra, que tiene aproximadamente la misma duración que las sinfonías 2.ª y 3.ª. Sin embargo, los temas individuales de los movimientos están completamente entrelazados. Aún más sorprendente, sin embargo, es el sonido a menudo alterado del lenguaje tonal de Mahler. Especialmente en la Quinta sinfonía se acumulan las disonancias y el agotamiento extremo de lo tonalmente posible, sin por ello renunciar a la tonalidad. Precisamente esto hizo que la obra fuera difícil de entender para sus contemporáneos. Así que no es de extrañar que en la 5ª Sinfonía el sonido de la música de Mahler, que a menudo parece nuevo y desconocido, al principio resulte particularmente desconcertante. Un proceso que incluso se intensificará en las siguientes sinfonías, concretamente en las sinfonías 6.ª y 9.ª.

Formalmente, Mahler no se apega a la forma clásica de cuatro movimientos en esta obra, sino que concibe cinco movimientos para tres secciones. Este es también un procedimiento que Mahler ya había utilizado en las grandes predecesoras: 2.ª y 3.ª sinfonías. Aunque la concepción de los movimientos individuales aporta innovaciones armónicas, el contenido recoge en gran medida métodos probados. El primer movimiento es una marcha, que recuerda a la contraparte más grande de la 3ª Sinfonía. La pieza central de la obra es un gran scherzo compuesto por elementos establecidos por Mahler en las sinfonías anteriores. El humor grotesco, basado en Jean Paul, se mezcla con bailes tradicionales de diseño aparentemente simple y motivos intrincados y apenas articulados. Este concepto del scherzo de Mahler se puede encontrar una y otra vez en las siguientes sinfonías. Con 819 compases, Mahler también va más allá de la concepción tradicionalmente bastante pequeña de los movimientos de scherzo en las sinfonías. El punto de reposo de la sinfonía es un adagietto, que no alcanza la profundidad de los adagios de las dos sinfonías anteriores, pero que ciertamente puede describirse como característico de los movimientos tranquilos de Mahler.

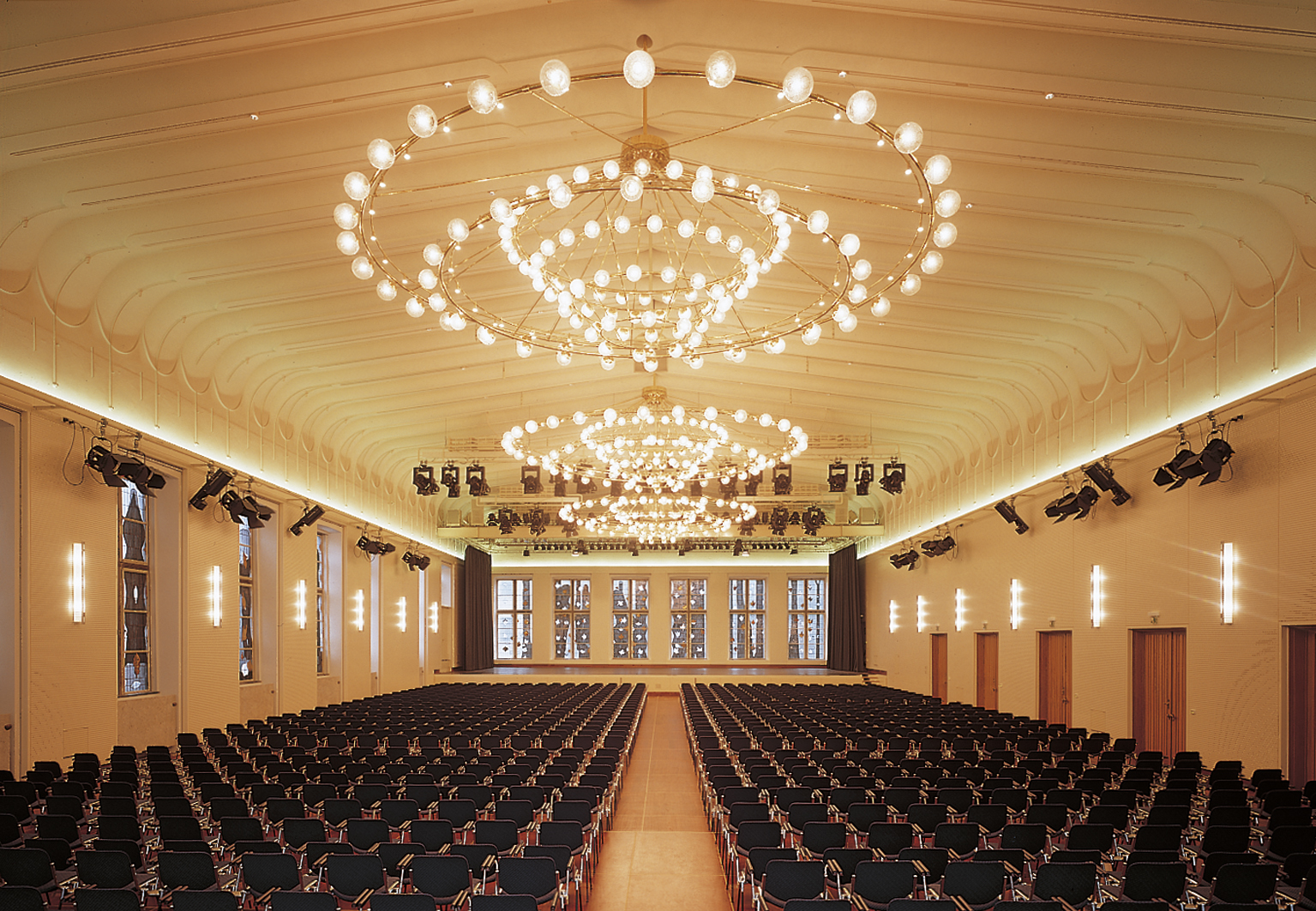
Grosser Saal - Gürzenich de Colonia

Con el universo sonoro más tosco de la quinta sinfonía, Mahler inició una nueva fase creativa, que se desarrolló aún más en la siguiente sexta sinfonía. Precisamente el agotamiento del espacio tonal apunta claramente a la 9ª Sinfonía, en la que Mahler se dispone a abandonar la tonalidad y pasar a la trascendencia de la música.

## Estructura
La sinfonía tiene cinco movimientos:
- Trauermarsch. In gemessenem Schritt. Streng. Wie ein Kondukt.
- Stürmisch bewegt. Mit grösster Vehemenz.
- Scherzo. Kräftig, Nicht zu schnell.
- Adagietto. Sehr langsam- Attaca.
- Rondo-Finale. Allegro-Allegro giocoso. Frisch.

## Análisis
Los dos primeros movimientos de la sinfonía forman un bloque. El tema principal se centra en la marcha fúnebre precedida de una gran llamada de atención. La visión de la muerte aparece, la disposición instrumental de este movimiento evoca la típica banda que acompaña el cortejo fúnebre: estamos en la época que inventa para la ostentación las llamadas pompas fúnebres. 

En el siguiente movimiento se evoca de nuevo el tema de la muerte pero de una forma diferente. De una alternancia de lo dulce y lo tremendo surge una riqueza extraordinaria de matices, agudizando los timbres tanto para sugerir la agonía como ciertas expresiones idílicas, que son como presentimientos de resurrección. 
Con el cuarto movimiento entramos en otro mundo más amplio, poderoso, de gran energía. El típico ritmo vienés, el de las calles, lo intercala con la intimidad y el sosiego del lieder. De la música más popular de Mahler deja constancia el Adagietto. Este movimiento es una excepción en la obra sinfónica del compositor pues es sólo para orquesta de cuerda y arpa, y este criterio de la reducción, de la intimidad frente a la aglomeración sentó precedentes en la escuela vienesa. Una estructura de romanza y de romanza acuática con el arpa al fondo -estructura antigua- se hace moderna, actual por la profundización en lo amoroso con su dialéctica entre lirismo que fluye y sobresalto que casi interrumpe.
En el gigantismo del quinto movimiento (rondó final) hay una continua referencia al comienzo del Adagietto. Este último tiempo para el que Mahler exigía una orquesta de solista se atiene a una estructura muy clásica, claramente perceptible dentro de la ordenada vorágine y con el peligro de convertirse en barullo. La parte de fuga se ha hecho justamente famosa. El final engrandece el típico rondó-sonata: lo que llamaríamos reexposición es más bien un signo conclusivo que nos hace entender mejor lo anterior, porque entre la referencia al tiempo anterior vuelve a presentarse el tema religioso del segundo movimiento pero de una manera muy triunfal.

### Trauermarsch, in gemessenem Schritt, Streng, wie ein Kondukt
Es una marcha fúnebre, melancólica y triste. Tras un inicio irónico de las trompetas estalla la orquesta completa llena de locura, pero también de tristeza, finalmente entra el tema del movimiento terminando así de una forma tranquila pero muy nostálgica.
Esta marcha es en compás de 2/2, en Do sostenido menor y tiene una duración de once a catorce minutos. Es resignada, patética pero no trágica y desgarradora como la de la Segunda o el de la Heroica de Beethoven. Mahler afronta con calma, con resignación, la perspectiva de la muerte. Además, podemos ver que la forma sonata no es clara aquí, lo que explica la ausencia de contrastes en este movimiento (excepto en el primer interludio).
La marcha comienza con una escalofriante fanfarria de trompetas. Esta breve fanfarria, que instala la tonalidad de Do sostenido menor y el carácter resignado del movimiento, tiene la función de "puente" porque unirá las distintas secciones del movimiento. Esta fanfarria, sin embargo, tiene un carácter algo militar y parece venir de lejos como la del primer movimiento de la Primera Sinfonía. Esto no es insignificante porque Mahler, en su infancia, vivía escuchando orquestas militares en las calles y estas vivencias suelen estar presentes en estas obras (primer movimiento de la Tercera, primera Nachtmusik de la Séptima...). Pronto, la orquesta se vuelve más fuerte y estalla en el acorde en Do sostenido y entona el comienzo de la fanfarria antes de retroceder gradualmente.
Inmediatamente se advierte que el tema principal de los violines y violonchelos evoca de manera apenas velada el del allegretto de la Tercera sinfonía de Brahms. Esta tierna (La bemol mayor) pero suplicante melodía tomada de un Wunderhorn Lied anterior se vuelve más y más patética a medida que se extingue. Vuelve la fanfarria de trompetas y el tutti orquestal, donde destaca la trompeta, también y con más violencia aún. El tema principal vuelve a estar expuesto (con los instrumentos de viento), esta vez acompañado discretamente por los acordes de metal que introducen un tema tranquilo en medio de este ambiente tan oscuro.
El comienzo de la fanfarria regresa pero es interrumpido abruptamente por el primer interludio de violencia implacable (si bemol menor). La tristeza y la revuelta, difíciles de contener al principio, estallan aquí apasionadamente, salvajemente: martilladas, medias notas de los instrumentos bajos, trémolos en trillizos furiosos de los violines, trompeta aullando, trombones y luego trompetas en síncope, no muy discretos timbales... La fanfarria intenta abrirse paso pero el tumulto general se lo impide, los temblores febriles de las cuerdas ahogan la contramelodía de los instrumentos de viento. Toda esta conmoción brota y culmina en un clímax pero sin acabar: los violines agudos y el solo de trompeta apoyado por los cuernos arrastran a todos a un segundo clímax y finalmente la calma vuelve poco a poco mientras suena la trompeta de la charanga, permitiendo a la orquesta volver a la clave principal.
El ritmo de andante vuelve como al principio pero variado y más apasionado. Tras el tutti, reaparece el tema acompañado del elemento de "consuelo" pero variado y alargado, aportando una sensación de apaciguamiento pero relativo porque el carácter quejumbroso de este pasaje sigue siendo omnipresente. Una transición asombrosa (la fanfarria de las trompetas es retomada por... ¡sólo los timbales!) conduce al segundo interludio que contrasta con el primero por su dulzura. Los violines y violonchelos suben y bajan alternando medias notas y tresillos, los segundos violines tocan un ostinato de la charanga. Unidas por los cuernos, las cuerdas continúan la melodía que cambia y varía, mientras las maderas se mueven y los metales retoman la melodía inicial. El conjunto se vuelve cada vez más desgarrador antes de terminar lastimeramente en un desesperado grito de dolor que se apaga en decrescendo y la fanfarria de trompetas vuelve a pasar mientras los instrumentos se esconden en el silencio.
La coda es muy corta: unos acordes cantados pesadamente pero en piano. Mahler tiene entonces, para sugerir el distanciamiento progresivo, una idea original: bajo los redobles cada vez más lejanos del bombo, la trompeta toca la fanfarria cada vez más débil y es la flauta la que toca el último arpegio ascendente. Tras un último redoble inaudible del bombo, la marcha termina con un pizzicato fortissimo oscuro de las cuerdas graves sobre la tónica... Silencio.

### Stürmisch bewegt, mit grösster Vehemenz
Es violento y a la vez con un tono de tristeza y soledad. Un movimiento altamente explosivo que refleja la frustración más profunda al no poder resolverse tras múltiples intentos. En la mitad de este movimiento se encuentra el clímax de la primera parte, la locura se hace presente aunque inmediatamente viene a ser reconciliada por la dulce voz de los contrabajos. Es de notar que este movimiento es progresivo, comienza muy triste y explosivo para llegar al final donde se busca la tranquilidad y la expiación de todas las pasiones dementes que se tocan en el transcurso, sin embargo no lo logra. El movimiento termina abruptamente sin lograr resolverse dando así la entrada a la segunda parte.
Este es el movimiento principal real de la sinfonía, en La menor: Tormentoso. Con la mayor vehemencia. Formalmente, el movimiento se basa libremente en el movimiento de sonata clásica. Comienza con un tema emergente audaz, que inicialmente no es reconocible como una idea completamente formulada, sino que representa una acumulación desordenada de motivos en cuerdas y trompetas. A partir de esto, un tema confuso y aparentemente caótico se desarrolla a un ritmo acelerado antes de que los acontecimientos se calmen. Los violonchelos entonan el tema solemne de la marcha fúnebre, apoyados por acordes de viento-madera. A partir de esto, se desarrolla una melodía restringida con un impulso creciente y de avance. Siguen apareciendo nuevos motivos que transmiten una impresión de gran inquietud. Un clímax disonante, que está formado principalmente por un motivo de cuerdas acompañado por los timbales, conduce a otro punto de completa quietud. El violonchelo busca una melodía en un suave redoble de tambor y finalmente entona un tema conmovedor en fa menor. Una vez más la música se mueve al estilo de la marcha fúnebre, que no logra superar, pero está cálidamente orquestada y parece menos amenazadora. Una gran inquietud se desarrolla nuevamente en la orquesta e introduce una sección a modo de desarrollo que juega con la dialéctica del tema medido de la marcha fúnebre y la inquieta idea principal del movimiento. La recapitulación trae un nuevo tema, que recuerda a un recitativo instrumental. De manera totalmente abrupta, poco antes del final, comienza un coral solemnemente exagerado, que lucha por un avance musical sin llegar a lograrlo. Mahler aún no termina el movimiento principal con tal apoteosis, sino que la reserva para el final. En consecuencia, la coda coloca el comienzo del movimiento otra vez en primer plano.

### Scherzo. Kräftig, Nicht zu schnell.
La segunda sección consta únicamente del tercer movimiento: Scherzo. Fuerte, no demasiado rápido en re mayor. En cierto modo, representa un punto focal de la sinfonía. Con 819 compases y un tiempo de ejecución de alrededor de 20 minutos, también es el movimiento más largo de la sinfonía. Un tono mayormente alegre contrasta con la primera sección más oscura y parece aliviar esa tensión. Un motivo desenfadado de fanfarria, que ya no guarda ningún parecido con el motivo de la marcha fúnebre, abre el movimiento. A partir de ahí se desarrolla un tema sencillo y optimista a ritmo de Ländler. Una respuesta del primer violín, por otro lado, aparece extrañamente cambiada armónicamente, introduciendo el elemento grotesco del scherzo. A continuación se presentarán toda una serie de temas construidos de forma sencilla en el mismo estilo. Una melodía de vals determina el primer trío y crea la imagen de un mundo ideal de ensueño. La repetición del contenido del scherzo conduce a un tutti de clímax, que introduce al segundo trío. En contraste con el primero, es una inserción larga y temáticamente pesada donde falta un movimiento continuo, numerosas paradas conducen significativamente a la gran expansión del movimiento. Una melodía nostálgica se desarrolla en los instrumentos de madera y cuerdas con el acompañamiento minimalista del pizzicato de las cuerdas. Un toque elegíaco de trompetas actúa como elemento embelesador y dota al desarrollo musical de un sonido místico y profundo, que retoma un lamento bohemio. Después de un rato, la acción se intensifica y aumenta a un gran fortissimo al borde de la tonalidad. Mahler conduce así al regreso del tema del scherzo. El scherzo y ambos tríos se repiten de forma variada, lo que también contribuye a la gran duración del movimiento. A veces los cambios son tan grandes que la parte de repetición parece más un desarrollo. Un impulso cada vez mayor es detenido por el tema del corno embelesado del segundo trío. En la coda, Mahler logra la hazaña de combinar los cinco motivos definitorios del movimiento en forma contrapuntística, llevando el movimiento a un final fulminante. En parte, ya aquí se anticipa la apoteosis final.

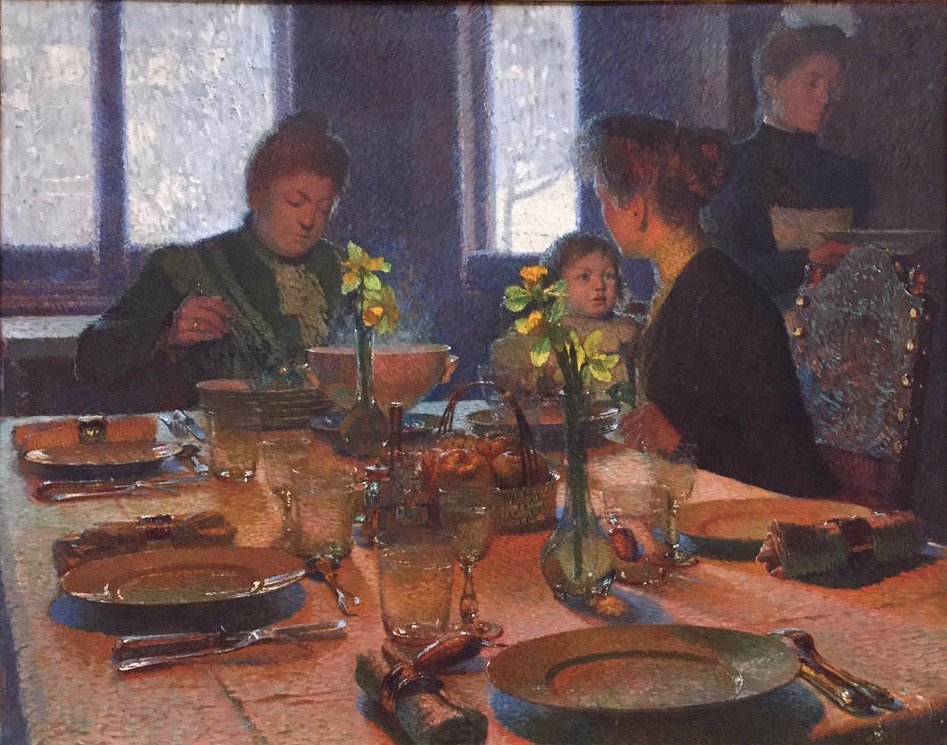
Alma Mahler At the Lunch Table por Carl Moll, 1901

### Adagietto. Sehr langsam- Attaca.
El Adagio. Muy lento representa el punto de reposo de la sinfonía. A diferencia de otros movimientos de adagio en las sinfonías de Mahler, es más bien breve, con una duración de unos once minutos. En comparación con el scherzo anterior, la atmósfera es completamente diferente. La instrumentación consta únicamente de cuerdas y arpa. Una métrica y una melodía flotantes dan la impresión de una frágil intimidad. Precisamente por eso, el movimiento fue repetidamente interpretado como una declaración de amor de Mahler a su esposa Alma. Llama la atención el ataque de las arpas antes de que el tema se desarrolle en las cuerdas. Posteriormente se desarrolla lentamente un aumento dinámico. Este clímax dramático está diseñado con un cromatismo extremadamente libre y, como es típico de Mahler, se desarrolla en varias oleadas. Se tranquiliza con el regreso del tema principal. La sección central del movimiento de tres partes introduce un nuevo tema, pero sin provocar un cambio de humor. Tras el regreso del tema principal, el movimiento se desvanece en paz y casi extasiado en pianissimo.
Este movimiento aparece en la banda sonora de la película Muerte en Venecia, dirigida por Luchino Visconti. La película se basa en el libro de Thomas Mann, quien admiraba a Mahler al punto tal de llamar a su personaje Gustav, en su homenaje. Visconti, además lo refuerza transformándolo en músico (en el libro de Mann es escritor). La Sinfonía n.º 5 acompaña a toda la película y el adagietto corona el trágico y triste final de la misma.

### Rondo-Finale. Allegro-Allegro giocoso. Frisch.
La sinfonía termina con un final de Rondó que aumenta lentamente. Allegro—Allegro giocoso. El movimiento encuentra su ritmo con dificultad. La introducción consta de unos motivos rudimentarios de varios instrumentos, que actúan como un ataque. Después de 23 compases, suena la idea del estribillo del rondó. Sorprendentemente, el tema consiste en el material temático apenas reconocible del coral del segundo movimiento. Se desarrolla un evento turbulento y exuberante, que parece una preparación cada vez mayor para la apoteosis final. Un pareado introduce un motivo parecido a una canción, algo pesado, también parecido a una danza. Se disuelve en una corta sección de fugato. El regreso del coro conduce en sucesión ininterrumpida a otro pareado aparentemente agitado. El impulso ininterrumpido del movimiento crea una gran cantidad de agitación e inquietud. Sólo en los fraseos subordinados de Grazioso de las cuerdas vuelve algo de calma, ya que éstas retoman los motivos del Adagietto. El frenesí del movimiento final finalmente conduce a una furiosa stretta final. La apoteosis exagerada se entrega a una polifonía casi desenfrenada y un júbilo sin límites, y es introducida por el regreso del coral del segundo movimiento. La última indicación de Mahler sobre el tempo es: "Allegro molto y acelerando hasta el final". El frenesí que lo abarca todo termina la sinfonía con un poderoso acorde de tutti.

## La clave

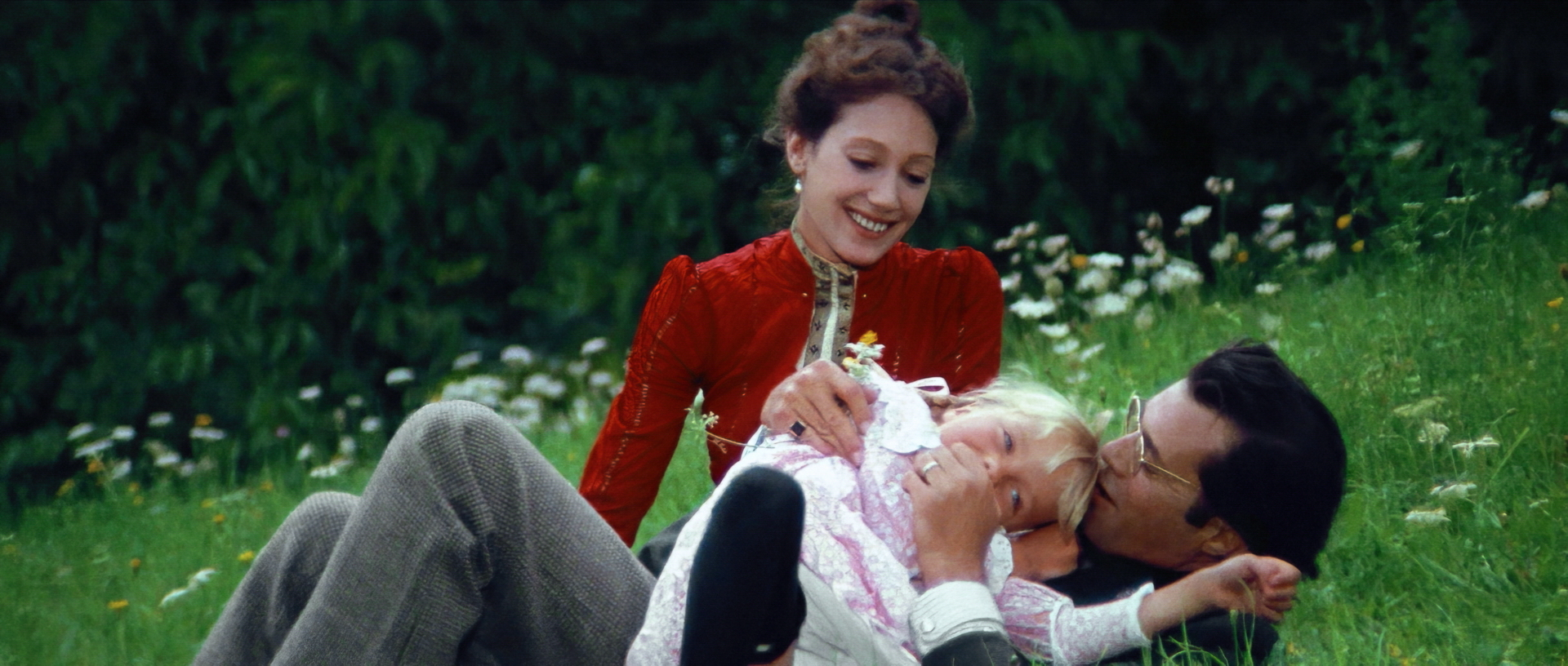
Muerte en Venecia de Luchino Visconti - 1971

La Quinta Sinfonía a menudo se conoce como una obra en Do sostenido menor, basada en la tonalidad del primer movimiento. Sin embargo, esta indicación ignora la tonalidad progresiva de las últimas sinfonías de Mahler, que, en contraste con el esquema formal de la sinfonía clásica, permite que una obra termine en una tonalidad diferente a la que comienza. El propio Mahler también trató extensamente la cuestión de la tonalidad en una carta a su editor y rechazó expresamente designar a la 5.ª Sinfonía con una tonalidad: "De acuerdo con la disposición de los movimientos es difícil hablar de una clave para toda la sinfonía, y para evitar malentendidos es mejor dejarla sin marcar.”

## Repercusión
Como algunas de las otras sinfonías de Mahler, la Quinta sinfonía no se entendió en su estreno. Después de una actuación fallida en Hamburgo en 1905, Mahler se quejó: "La Quinta es una obra maldita. Nadie la entiende". Las críticas musicales en los años posteriores al estreno fueron en su mayoría negativas. El crítico musical Ferdinand Pfohl, por ejemplo, juzgó que la 5ª Sinfonía era una de las obras más débiles de Mahler. Solo el Neue Zeitung für Musik dio de la sinfonía un testimonio benévolo ya en 1905 y habló de una "abrumadora riqueza de belleza". Solo después de la muerte de Mahler, la obra se volvió cada vez más apreciada.
Hoy, la Quinta sinfonía es considerada una de las sinfonías más populares de Mahler. Parte de su popularidad se debe a la película Muerte en Venecia de Luchino Visconti de 1971, cuya partitura hace un uso extensivo del Adagietto. En las salas de conciertos del mundo, la 5ª Sinfonía es una de las sinfonías de Mahler interpretadas con mayor frecuencia.

## Instrumentación
| Maderas 4 Flautas (3.ª y 4.ª doblando flautines) 3 Oboes (3.º doblando Corno inglés) 3 Clarinetes en La, Do y Si bemol (3.º doblando Clarinete bajo y Clarinete en Re) 3 Fagotes (3.º doblando Contrafagot) Metales 6 Trompas en Fa 4 Trompetas en Si bemol y Fa 3 Trombones Tuba | Percusión Timbales Bombo Caja Platillos Triángulo Tam-tam Látigo Glockenspiel Cuerdas Arpa Violines I y II Violas Violonchelos Contrabajos |

## Discografía seleccionada
La discografía de la quinta de Mahler, una de las más populares de su autor, supera los 200 registros. A continuación se presenta una selección de los más importantes:
| - 1947 Bruno Walter - Filarmónica de Nueva York - Sony Classical - 1953 Hermann Scherchen - Filarmónica de Viena - Westminster Records - 1966 Václav Neumann - Gewandhaus - Berlin Classics - 1968 Pierre Boulez - Sinfónica de la BBC - Arkadia - 1969 John Barbirolli - Orquesta Philharmonia - EMIReferencia - 1971 Rafael Kubelík - Radio de Baviera - Deutsche Grammophon - 1972 Leonard Bernstein - Filarmónica de Viena - Deutsche Grammophon DVD - 1973 Herbert von Karajan - Orquesta Filarmónica de Berlín - Deutsche Grammophon - 1974 Kiril Kondrashin - Filarmónica de Moscú - Melodiya - 1982 Lorin Maazel - Filarmónica de Viena - Sony - 1986 Bernard Haitink - Concertgebouw - Philips Records DVD | - 1987 Leonard Bernstein - Filarmónica de Viena - Deutsche Grammophon - 1988 Bernard Haitink - Filarmónica de Berlín - Philips - 1988 Klaus Tennstedt - Filarmónica de Londres - EMI / ICA DVD - 1993 Claudio Abbado - Filarmónica de Berlín - Deutsche Grammophon - 1996 Pierre Boulez - Filarmónica de Viena - Deutsche Grammophon - 1997 Georg Solti - Tonhalle de Zúrich - Decca - 2002 Simon Rattle - Filarmónica de Berlín - EMI - 2003 Michael Gielen - Sinfónica de la SWR - Hännsler - 2004 Claudio Abbado - Festival de Lucerna - Euroarts DVDReferencia - 2008 Mariss Jansons - Concertgebouw - RCO |

## En la cultura popular
Esta obra se ha utilizado:
- En la película Muerte en Venecia (1971), dirigida por Luchino Visconti;
- Al inicio de la película En un año con trece lunas, (1978), dirigida por Rainer Werner Fassbinder;
- En el videojuego Warcraft: Orcs & Humans (se puede apreciar un fragmento del primer movimiento cuando se pierde la partida);
- Los bailarines sobre hielo Tessa Virtue y Scott Moir utilizaron varios fragmentos de esta obra para su danza libre de la temporada 2009-2010, con la que ganaron los Juegos Olímpicos de Invierno 2010 y los Campeonatos Mundiales de Patinaje Artístico 2010.
- En la película Tár (2022), la protagonista es una directora de una importante orquesta alemana, que prepara esta sinfonía como su propia obra cúlmine.